# Orius minutus
Orius minutus är en insektsart som först beskrevs av Carl von Linné 1758.  Orius minutus ingår i släktet Orius och familjen näbbskinnbaggar. Arten är reproducerande i Sverige. Inga underarter finns listade i Catalogue of Life.